# Leptostrangalia hosohana
Leptostrangalia hosohana là một loài bọ cánh cứng trong họ Cerambycidae.